# Laguna Tinta
Laguna Tinta är en sjö i Guatemala.   Den ligger i departementet Departamento de Izabal, i den östra delen av landet, 260 km öster om huvudstaden Guatemala City. Laguna Tinta ligger 8 meter över havet. I omgivningarna runt Laguna Tinta växer i huvudsak städsegrön lövskog.